# Creu de Sant Jordi (Guimerà)
La Creu de Sant Jordi és una creu de terme situada a la cruïlla entre el carrer Sant Jordi i el carrer Font de Cirera, al nucli urbà de Guimerà (Urgell).

## Descripció
És una creu de terme  Es troba adossada a un marge i s'aixeca sobre una graonada de planta quadrada i de tres graons. Sobre la graonada s'alça un basament de base quadrada amb les cantonades treballades i una placa amb la inscripció 'Creu de Sant Jordi'. El fust és de pedra, de planta quadrada i acanalada amb dues línies incises a cada cara. La creu és de forja, simple, sense decoració i buida per dins.

## Història
En aquesta creu s'hi feien pregàries per demanar pluja en temps de sequera. Es correspon a la sortida o entrada sud del poble. Es conserva una foto feta per Salvany l'any 1916 on apareix una creu que sembla trobar-se a la mateixa ubicació, però no és la mateixa creu. Es pensa, doncs, que la creu de la fotografia de Salvany va ser substituïda per una de més recent. És possible que la ubicació es correspongui a la finalització del camí que venia de Vallfogona de Riucorb.